# Borsa Kopasz

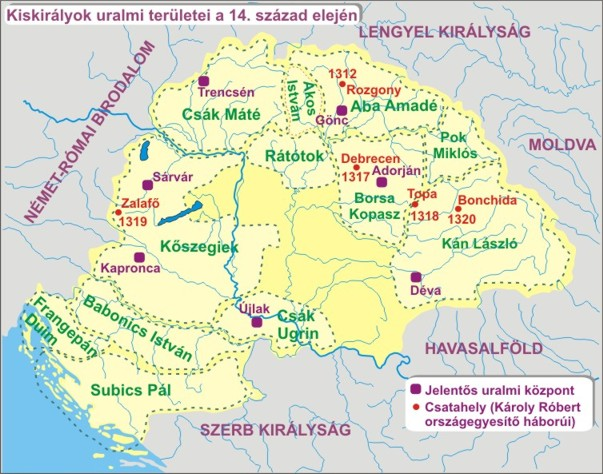
Kiskirályok uralmi területei Magyarországon a 14. század elején

Borsa Kopasz vagy Borsa Kopasz Jakab, néhol Kopasz Jakab vagy Kopasz nádor (1260 – 1332 körül) magyar főúr, katona, nádor, az 1290-es évektől kezdve egyike volt a hatalmaskodó, a központi hatalomtól egyre inkább függetlenedő regionális kiskirályoknak.

## Élete
A Borsa nemzetségből származott. Egyik testvére, Lóránd háromszor is kineveztetett erdélyi vajdának: először 1282-ben, majd 1284-1285 között, majd 1288-tól 1297-ig, mikoris Kán László váltotta.
Kopasz Jakab 1284-től 1286-ig lovászmester volt IV. László magyar király (Kun László) udvarában. 1286-ban szövetkezni kezdett Csák Mátéval, majd Kőszegi Henrikkel (maguk is saját tartományi kiskirályságokat szerveztek maguknak) és bátyjával, Lóránddal együtt nekiálltak saját birodalmuk kiépítésének Adorján központtal. Befolyásuk a Partium középső részére terjedt ki a mai román-magyar határ mentén nagyjából a Körösvidék kezdetéig, illetve Kárpátalja délnyugati részére, valamint az ezekkel közvetlenül határos mai magyarországi területekre.
Egyes feltételezések szerint ők állhattak IV. (Kun) László 1290-es meggyilkolása mögött saját hatalmuk megszilárdítása, illetve növelése érdekében. (A László elleni merénylet közelebbi oka máig ismeretlen). III. András megkoronázása után nem sokkal pohárnokmesterré nevezte ki, és ezt a címet Kopasz 1292-ig viselte. 1298-tól 1300-ig szlavón bán is volt (bár egyes források ezt nem támasztják alá)

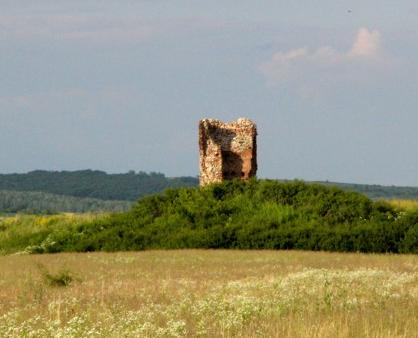
Adorján vára manapság

Mikor 1301-ben III. András váratlanul meghalt (és vele kihalt az Árpád-ház. A fellépő jelöltek közül Kopasz nyíltan az Anjou Károly Róbertet támogatta. 1304. augusztus 24-én Ugrin részt vett a királyuknak Károlyt elismerő magyar egyházi és világi méltóságok gyűlésén Pozsonyban. Az összegyűlt főurak kölcsönös segítségnyújtási szerződést kötöttek a cseh trónra ácsingózó III. Rudolf osztrák herceggel III. Vencel cseh király ellen.
Az év végi hadjárat kudarca után elpártolt Károlytól, és átállt Vencelhez. A kiskorú Vencel azonban a következő évben lemondott a magyar trónról, és helyébe a Kőszegi család erőteljes támogatásával Ottó bajor herceget ültették. Ezt Kopasz nem fogadta el, és visszaállt Károly Róbert pártjára. Ottót 1307-re sikerült lemondatni, és Károly Róbert hűségéért nádorrá nevezte ki Borsa Kopaszt. Ebbéli minőségében vett részt 1312-ben Károly Róbert Kassa felmentésére Aba Amadé fiai ellen indított, győztes hadjáratában.
Amikor Károly Róbert 1315-ben leváltotta a nádor tisztségéből, a király ellen fordult, és 1316 végén – 1317 elején szövetségre lépett Kán László erdélyi vajdával (és egyes források szerint Aba Amadé fiaival), hogy Károly Róbert ellenében András halicsi királyt ültessék a magyar trónra. A Debreceni Dózsa vezette királyi seregektől Borsa 1317 kora nyarán vereséget szenvedett a debreceni csatában, ami után előbb adorjáni várába, majd onnan júliusban a korban szinte bevehetetlennek számító sólyomkői várba menekült. Utóbbi helyen a királyi seregek ostrom helyett egyszerűen két ellenvárat emeltek, és ezzel sikeresen megakadályozták Sólyomkő ellátását. A felmentésére igyekvő csapatok elbuktak, ezért a kiéheztetett Borsa feladta magát, és Károly fogságába került. A XIX. századi történetírás egy fordítási hiba következtében azt írta, hogy Borsa Kopaszt a király lefejeztette, ám valójában már 1318-ban menedéket talált Erdélyben, a lázadó Ákos Mojs udvarában. Szabadon bocsátásáról nincs adat; valószínűleg Petenye fia Péterrel együtt, egy fogolycsere részeként engedték el. 1330-ban még élt, ám a Károly Róbert elleni felkelésben már nem vállalt vezető szerepet.